# George M. Verity (pousseur)
George M. Verity est un pousseur historique maintenant exposé comme navire musée à Keokuk dans l'Iowa. Construit en 1927 sous le nom de SS Thorpe, il est d'importance nationale car il est l'un des trois seuls pousseurs à vapeur à avoir survécu aux États-Unis.

## Historique
George M. Verity est un bateau-pousseur à roue à aubes à vapeur et à coque en acier. Construit à l'origine avec un faisceau de 10,70 m, il a finalement été élargi à 12,40 m. Le bateau a un arc en forme de gabare et un fond plat sans quille. Sa structure interne implique un système de maintien alors expérimental pour supporter le poids des composants lourds, y compris les chaudières et les moteurs.
Il a été construit en 1927 à Dubuque pour l'Inland Waterways Corporation, une branche du Gouvernement fédéral des États-Unis, sous le nom de SS Thorpe, comme l'un des quatre unités qui ont inauguré le service de barge sur le cours supérieur du Mississippi. Il a été le premier à déplacer des barges de Saint-Louis au nord jusqu'à Saint-Paul. Il y resta en service jusqu'en 1940, date à laquelle il fut vendu à Armco Steel Corp. et mis en service sur la rivière Ohio sous le nom de George M. Verity, fondateur de la société.
En 1960, George M. Verity a pris sa retraite après 33 ans de service sur les fleuves Mississippi et Ohio, et en 1961, le bateau a été donné à la ville de Keokuk pour en faire un musée fluvial. Le musée a ouvert ses portes en 1962, le bateau étant installé dans une cale sèche permanente. Aujourd'hui amarré à Victory Park, il abrite le George M. Verity River Museum de l'histoire du haut Mississippi et est ouvert tous les jours de 9 h 00 à 17 h 00, d'avril à novembre.

## Préservation
Il a été classé au registre national des lieux historiques le 20 décembre 1989 et nommé National Historic Landmark le 20 décembre 1989.